# 日本四大污染病
日本四大公害病（日语：／ Kōgaibyō */?）指的是日本在高度經濟發展期，由產業活動所排出的有害物質而引起的疾病。
被列舉出的有因大氣污染所造成的哮喘和因水污染導致的有機汞中毒、鎘中毒等。這些對人體有害的物質經由水（地下水與河水）、空氣中的浮游物、煤氣、食物等所引起。近幾年，因吸入揮發性有機化合物等造成的異位性皮膚炎和過敏也被視為公害病。

## 四大公害病
日本在高度經濟發展時期，也就是1950年代後半到1970年代，因公害造成當地居民多數受害。其中影響較大的四例被稱為「四大公害病」。
水俣病
1956年發生在熊本縣水俣湾，原因是有機汞導致的水污染。
第二水俣病（新潟水俣病）
1964年發生在新潟縣阿賀野川流域，原因與熊本縣水俣病相同。
四日市哮喘
1960年～1972年發生在三重縣四日市市，原因是硫氧化物導致的大氣污染。
痛痛病
1910年代～1970年代前半發生在富山縣神通川流域，原因是鎘造成的水質汚染。